# Imperio jemer
El Imperio jemer fue un imperio del Sudeste Asiático, centrado en ciudades hidráulicas en lo que hoy es el norte de Camboya. Conocido como Kambuja (Antiguo jemer: កម្វុជ; en camboyano: កម្ពុជ) según sus habitantes, surgió de la antigua civilización de Chenla y perduró del 802 al 1431. Los historiadores denominan a este período de la historia camboyana el período Angkor, en honor a la capital más conocida del imperio, Angkor. El Imperio jemer gobernó o sometió la mayor parte del Sudeste Asiático continental y se extendió hasta China meridional.
El comienzo del Imperio Jemer se data convencionalmente en el año 802, cuando el príncipe jemer Jayavarman II se declaró chakravartin (tdl. ‘gobernante universal’, un título equivalente a 'emperador') En las montañas de Phnom Kulen. Aunque el fin del Imperio jemer se ha marcado tradicionalmente con la caída de Angkor ante el reino siamés de Ayutthaya en 1431, las razones de su colapso aún son motivo de debate entre los académicos. Los investigadores han determinado que un período de fuertes lluvias monzónicas fue seguido por una grave sequía en la región, la cual causó daños a la infraestructura hidráulica del imperio. La variabilidad entre sequías e inundaciones también fue un problema, lo que pudo haber provocado la migración de los residentes hacia el sur, lejos de las principales ciudades del imperio.
El sitio de Angkor es quizás el legado más notable del imperio, ya que fue la capital durante su apogeo. Los majestuosos monumentos de Angkor, como Angkor Wat y el Bayón, dan testimonio del inmenso poder y riqueza del Imperio Jemer, su impresionante arte y cultura, sus técnicas arquitectónicas, sus logros estéticos y la variedad de sistemas de creencias que promovió a lo largo del tiempo. Imágenes satelitales han revelado que Angkor, durante su apogeo entre los siglos XI y XIII, fue el complejo urbano preindustrial más extenso del mundo.

## Historiografía
La historia de Angkor como área central de asentamiento del reino histórico de Kambujadesa es también la historia del reino jemer del siglo IX al XIII.
Del propio Kambuja, y también de la región de Angkor, no han sobrevivido registros escritos que no sean inscripciones en piedra. Por lo tanto, el conocimiento histórico actual de la civilización jemer se deriva principalmente de:
- Excavación arqueológica, reconstrucción e investigación.
- Inscripciones en piedra (las más importantes son las estelas fundacionales de los templos), que informan sobre los actos políticos y religiosos de los reyes.
- Relieves en una serie de muros del templo con representaciones de marchas militares, la vida en el palacio, escenas de mercado y la vida cotidiana de la población.
- Informes y crónicas de diplomáticos, comerciantes y viajeros chinos.

## Historia

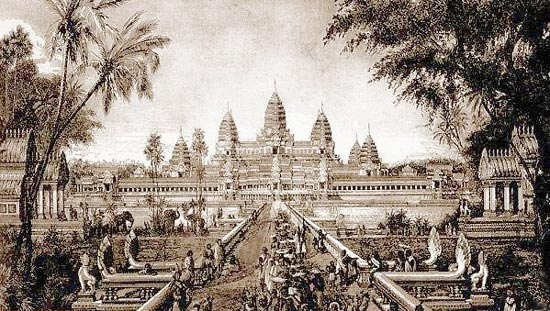
Dibujo de Louis Delaporte de como vio la ciudad sagrada en 1880.

### Formación y consolidación

#### De Jayavarman II a Indravarman I (802-889)
Hacía fines del siglo VIII, el reino de Chenla se encontraba dividido y debilitado, situación que aprovecharon tanto los Sailendras de Java como los gobernantes de Sri Vijaya para lanzar invasiones que precipitaron la caída del reino. Un desafío verbal de un soberano de Chenla, posiblemente Mahipativarman, terminó en su decapitación por los javaneses y la subordinación de buena parte de Kambuja. Entonces, llegaría desde Java el que sería el nuevo rey, Jayavarman II, de quien es desconocida su situación en aquel reino, ya sea refugiado o como prisionero, al igual de que si tiene algún lazo con la antigua dinastía de Jayavarman I. Según una inscripción en el monumento conmemorativo de Sdok Kok Thom de 1052, por el 781, Indrapura fue la primera capital de Jayavarman II, ubicada en Banteay Prei Nokor, cerca de la actual Kompong Cham. Después de que finalmente regresara a su hogar, el antiguo reino de Chenla, rápidamente aumentó su influencia, derrotó a una serie de reyes y en 790 se convirtió en rey de Kambuja. 

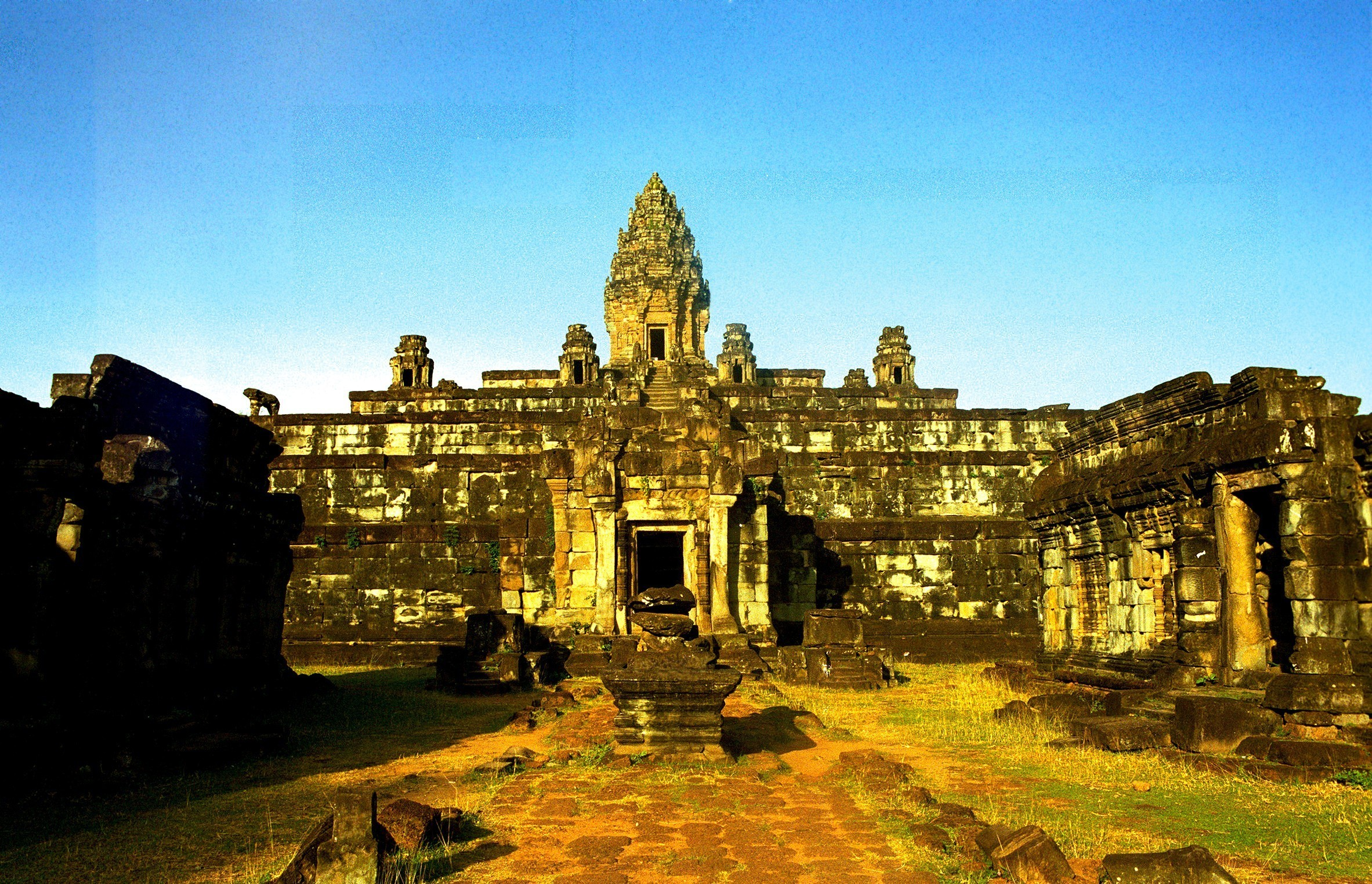
Templo de Bakong, edificado durante los reinados de Jayavarman III y Indravarman I.

Traslado su corte por varias zonas, primero hacía Kuti, al norte del gran lago de Tonlé Sap; luego a Hariharalaya (hoy en día Roluos) al sudoeste de Angkor, y pasó por Amarendrapura, en la zona del templo-montaña de Ak Yum. Finalmente, viajó hacia el noroeste a Mahendraparvata, al norte de Tonlé Sap, en el macizo montañoso de Phnom Kulen. Allí, eligió como principal consejero a un brahmán llamado Sivakaivalya, cuyos descendientes mantuvieron esa posición por dos siglos. En el 802, es invitado el brahmán Hiranyadama, quien, junto a Shivakaivalya, oficializan la ceremonia en Mahendraparvata donde se celebra la independencia de la soberanía javanesa. Para ello, se realizaron dos ceremonias, una declarando a Jayavarman II chakravartin o monarca universal, y la otra, según los textos tántricos, el de fundar el culto del Devaraja basado en la adoración de un linga milagroso. Esta ceremonia sería pasada por el purohita Shivakaivalya a sus descendientes. Según esta ceremonia, del mismo modo que Shiva era el señor absoluto entre los otros dioses, el rey jemer dominaba sobre los otros monarcas.
Con estas ceremonias, se oficializaba el budismo mahāyāna como religión de estado, que ya había sido difundida por las invasiones del siglo anterior. Por otro lado, la arquitectura estaría en un proceso de transición, con columnas octogonales y cuadradas propias del período clásico jemer, y con influencia chames y javanesa en el arte de Phnom Kulen. Jayavarman II volvería a Hariharalaya donde moriría en el 850, adoptando el nombre póstumo de Paramesvara. Su hijo Jayavarman III subió al trono y reino hasta su muerte en 877, recibiendo el nombre póstumo de Vishnuloka, al ser un gran seguidor de Vishnu. Durante su reinado se construyó la pirámide de laterita de Bakong.
Indravarman I fue el sucesor de Jayavarman III, siendo sobrino por herencia maternal de este, quien ejerció las funciones de un monarca en pleno, remodeló la capital, construyó el templo de Preah Ko en 879, reedificó el templo-montaña de Bakong con arenisca e instaló en él el linga real Indresvar en 881. Estas construcciones traerían dos innovaciones, siendo estas la gopura o pabellón de entrada en piedra y las bibliotecas laterales. Apoyando la producción arrocera, construyé en Lolei el Indratataka, un embalse de 3800 metros de largo y 800 de ancho, aprovechando las aguas del río Roluos. A su muerte, en 889, el reino llegaba desde el norte por Ubon, siendo reconquistado el valle bajo de Mun, hasta Phnom Bayang de la región de Chaudoc. Recibió el nombre póstumo de Isavaraloka. Lo sucedería su hijo Yasovarman I, luego de una sangrienta lucha por la sucesión, a la vez de que su madre Indradevi era descendiente de las familias reales de Vyädhapura (Funan), Sambhupura y Aninditapura.

#### De Yasovarman I a Jayaviravarman (889-1011)

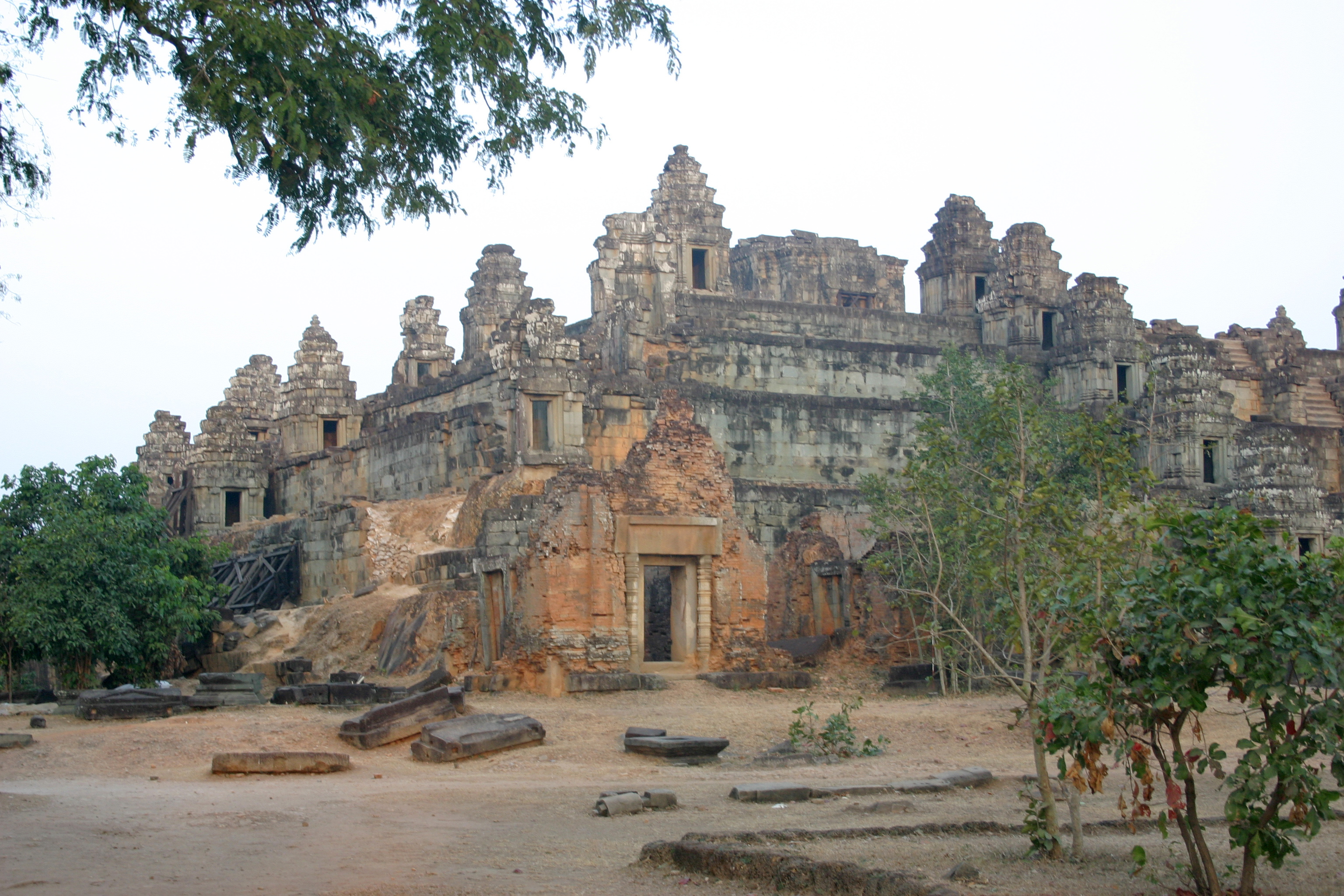
Phnom Bakheng, templo central de la capital Yasodharapura.

En el año 889, Yasovarman I subiría al trono, y, demostrando su devoción, mandó a construir ese mismo año alrededor de un centenar de monasterios (āśrama) para las diferentes sectas, sivaista, vinuista y budista, en las distintas provincias de su reino, cerca de antiguos santuarios o en lugares de peregrinación frecuente, cada uno un pabellón real (rājakuti) reservado para el soberano durante sus viajes. En 893, construye el templo de Lolei en una isla del Indratataka, siendo el último de los tres templos de Roluos, en honor a sus ancestros. Yasovarman I también sería responsable de la construcción de Phnom Krom y Phnom Bo, dos templos importantes cercanos a Angkor; como del templo sivaista Preah Vihear, en los montes Dangrek.
Sin embargo, su plan más ambicioso fue la creación de una nueva capital para el reino, ya que Yasovarman I no se encontraba conforme con la anterior. La nueva ciudad, Yasodharapura, medía cuatro kilómetros por lado, y en el centro se edificó el templo real, conocido como el Phnom Bakheng, en una pequeña elevación. Mientras, también se construyó nuevo embalse, conocido como el baray oriental, que contaba con 7000 m de largo y 1800 m de ancho, el cual se alimentaba con el río Siem Reap. Cuando falleció en 910, recibió el nombre póstumo de Paramasivaloka.
Le sucedió su hijo Harshavarman I, y durante su reinado, en el año 921, un tío materno del rey, Jayavarman IV, se rebeló, tomando posesión en el noroeste de Angkor, y coronándose en Koh Ker, por lo que se dio la situación de encontrarse dos capitales enfrentadas en el imperio. Durante este período, se construyó el templo Baksei Chamkrong, a pies del Phnom Bakheng. Harshavarman I moriría en el 923, con el nombre póstumo de Rudraloka, y le sucedería su hermano, Ishanavarman II, aunque este se mantendría un breve tiempo en el poder, ya que también moriría en el 928, siendo Paramarudraloka su nombre póstumo. Luego de estos breves reinados, Jayavarman IV quedó como rey legítimo, porque su esposa principal, la reina Jayadevi, era hermana de Yashovarman I, aunque solo tendría control efectivo sobre Koh Ker y los alrededores.
Mientras, en Koh Ker, Jayavarman IV había construida una inmensa ciudad con un templo central, encabezada por la gran linga Tribhuvanesvara, demostrando así su realeza. También mandó construir el baray Rahal para abastecer de agua a su nueva capital. Jayavarman IV murió en el 941 cuando se encontraban aún sin terminar la mayor parte de sus grandes edificaciones, con el nombre póstumo de Paramasivapada, y le sucedió primero su hijo Harshavarman II, que solo gobernó de 942 a 944, con el nombre póstumo de Brahmaloka.

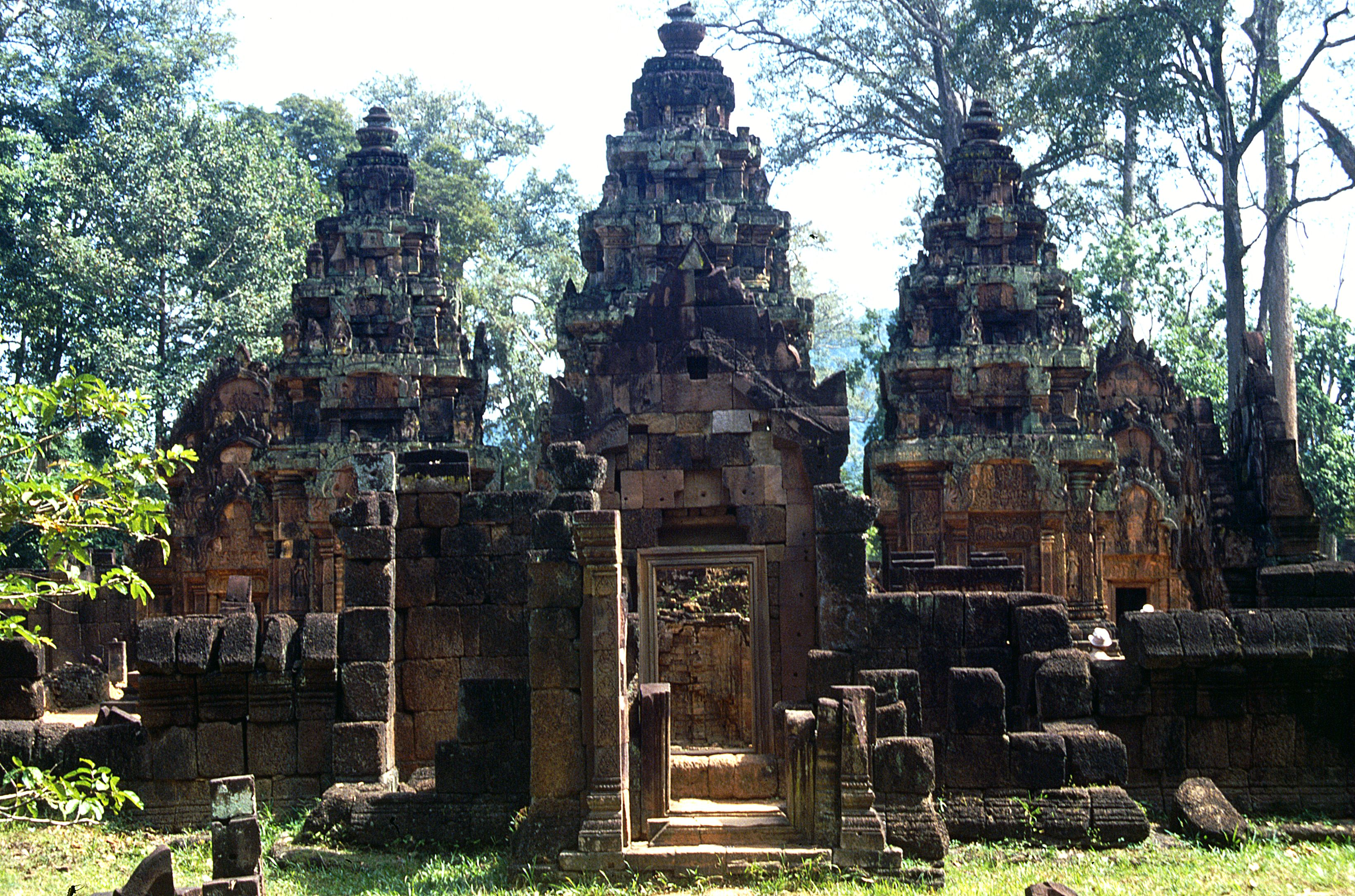
El templo Banteay Srei, terminado entre Rajendravarman II y Jayavarman V.

Luego, subiría al trono Rajendravarman II, que era primo de Harshavarman y cuya madre era hermana de Yasovarman, aunque parece que hubo disputas dinásticas, tanto contra su primo anteriormente, como contra otros aspirantes luego, a quienes logró derrotar. Rajendravarman logró retomar el control sobre todo Angkor, retomó las antiguas tradiciones jemeres y traslado la capital nuevamente a Yasodharapura, que fue reedificada. Entre sus obras arquitectónicas, destacan el Mebon oriental en 952 para ser lugar de la linga real Rajendresvara, con una serie de galerías abiertas con ventanas que forman pequeñas salas de meditación, clave para el estilo jemer posterior; el templo-montaña Pre Rup en 961, para el culto del linga Rajendrabhadresvara; el templo budista Bat Chun; y el templo en miniatura Banteay Srei de 967, edificado en arenisca rosa, dedicado el año posterior.
Para aumentar su autoridad, redujo a provincias a los reinos vasallos que se encontraban en el interior del imperio, produciendo descontento entre los soberanos privados de su título. En una guerra comenzada contra el reino de Champa por la década de 940, el ejército jemer destruyó y saqueó la capital champa, llevándose la imagen de oro de la diosa Bhagavati del templo de Po Nagar. A su muerte, el reino se extendía al este hasta la cadena anamita, al oeste al río Saluen, y al sur hasta Grahi, actualmente en la provincia de Nakhon Si Thammarat. En el 968 fallecería Rajendravarman, siendo su nombre póstumo Sivaloka. Durante los últimos dos reinados, los brahmanes habían aumentado en poder, logrando que sus familias fueran las más poderosas al realizar matrimonios entre ellas, pudiendo ser parte de la casa real. Entre las familias con más rico linaje, se consideran los Sivakaivalya de Aninditapura, que eran los purohitas y guardianes de los ritos del Devaraja; los Pranavatman, de donde salía el hotar, sacerdote que se encargaban de los sacrificios litúrgicos; los Saptadevakula y los Haripura, incipientes familias sacerdotales que ocupaban puestos prestigiosos.
Le sucedió su hijo Jayavarman V, quien, debido a su edad de 10 años, estuvo bajo la tutela de Yajnavaraha, el Kamrateng anh Vrah Guru (muy venerable maestro), hasta que finalizó sus estudios en 974. Las relaciones con Champa mejoraron, y en 978 se estaba trabajando en el traslado hacía una nueva capital, dirigiéndose hacia el oeste de la actual, para tener una posición más defendible. La capital recibiría el nombre de Jayendranagari, cuyo centro se encontraba en el templo-montaña Ta Keo, aunque este se hallaba incompleto a la muerte del rey. Fue, también, un gran impulsor de la cultura y del poderío de la mujer, y, al igual que reyes anteriores y siendo sivaista, apoyo a la difusión del budismo mahāyāna. Jayavarman V fallecería en el 1001, obteniendo el nombre póstumo de Paramasivaloka.
A Jayavarman V, sin hijos para que hereden la corona, le siguió un período de confusión. Udayadityavarman I, nieto del anterior rey, reino por unos pocos meses, en el 1002. Le siguió un período de guerra de nueve años entre su hermano Jayaviravarman y Suryavarman I, hijo de un príncipe de Tambralinga y de una princesa de la familia real jemer de los Saptadevakula. Jayaviravarman se refugiaría en la capital, alzando murallas frente a la amenaza, primer ejemplo de esta construcción en la historia jemer. Mientras, Suryavarman se ubicado cerca de Lopburi, en dominios de su padre, derrotando al gobernador Mon. Llegaría a Angkor en 1006, para tomar finalmente todo el imperio jemer en 1011.

### Edad dorada

#### Suryavarman II - Angkor Wat
Bajo Suryavarman II comenzaría la Edad Dorada del Imperio jemer. La llegada de
siglo XII fue una época de conflictos y brutales luchas por el poder. Bajo Suryavarman II (que reinó entre 1113 y 1150), el reino se unió internamente y el gran templo de Angkor se construyó en un período de 37 años: Angkor Wat, dedicado al dios Vishnu.
En el este, sus campañas contra Champa y Dai Viet no tuvieron éxito, aunque logró capturar Vijaya en 1145 y depuso a Jaya Indravarman III. Los jemeres ocuparon Vijaya hasta 1149, cuando fueron expulsados por Jaya Harivarman I. Suryavarman II envió una misión a la dinastía Chola del sur de la India y presentó una piedra preciosa al emperador Kulottunga I de Chola en 1114.
Siguió a este otro período en el que los reyes tuvieron reinados breves y fueron violentamente derrocados por quienes les sucedieron. Finalmente, en 1177 la capital fue allanada y saqueada en una batalla naval en el lago Tonlé Sap por una flota cham bajo el mando de Jaya Indravarman IV, y Tribhuvanadityavarman fue asesinado.

### Decadencia

#### Teoría tradicional
La decadencia del Imperio jemer es motivo de muchas discusiones contemporáneas. Para muchos el país se enfrentó a hambrunas que debilitaron su economía e hicieron el país frágil para las incursiones extranjeras. Para otros pudieron ser pestes. Pero indudablemente tuvieron que ver en esto la acción expansionista de los siameses, una antigua tribu China que había entrado al territorio jemer huyendo de la invasión de los mongoles. Poco a poco los inmigrantes asumirían muchos aspectos culturales jemeres y su fuerza creciente les haría conformar su propio Reino en gran parte del territorio del Imperio. La prueba de su fuerza y de la debilitación del que había sido el amo del sudeste asiático se demostraría en 1431 cuando estos invadieron el país, saquearon la ciudad sagrada de Angkor y pusieron fin al que había llegado a ser un poderoso imperio. La familia real, con el rey Dharmara Jadhiraja, el último monarca angkoriano, abandonan la ciudad sagrada y se establecen en Phnom Penh, al sudeste y más lejos de Tailandia. Tras ello la ciudad sagrada de Angkor caería en el abandono y el olvido. Apenas habitada por los monjes budistas que nunca la abandonaron, fue engullida por la selva y olvidada por los jemeres. Hoy en día es el principal patrimonio del pueblo camboyano y un punto obligado del turismo y la arqueología.

#### Teoría medioambiental
Otra teoría más reciente establece que los cambios en el clima y desastres asociados a repentinas inundaciones, glaciaciones o sequías pudieron tener mucho más que ver en la caída del Imperio jemer de lo que se pensaba hasta ahora. Un grupo de investigadores liderados por Mary Beth Day, de la Universidad de Cambridge, asegura que un largo periodo de escasez de lluvias, unido al mal mantenimiento de las infraestructuras hidráulicas que montaron los jemeres para cultivar el arroz, están detrás de su debacle.
Los millones de visitantes que cada año se acercan al lugar no suelen fijarse en los complejos sistemas hidráulicos que los jemeres pusieron en marcha en la ciudad imperial. Canales, fosas, terraplenes y grandes depósitos, conocidos como 'barays' que, según las dataciones de los científicos, podrían haber sido construidos hace 1 000 años.
La red hidráulica que montaron los jemeres entre los siglos XI y XIII, y que funcionó hasta su caída en el siglo XV, llegó a tener 1 000 kilómetros de longitud en todo su territorio. En los 'barays' almacenaban toda el agua sobrante de las lluvias que caían durante el verano monzónico, que luego se utilizaba para irrigar los campos.
Hasta ahora, los historiadores han atribuido la caída de los jemeres a factores como la guerra con los expansionistas de Siam y otros pueblos extranjeros, a la superpoblación, a la conversión de su emperador al budismo o a cambios en los patrones comerciales. Sin embargo, nuevas evidencias, como las que ahora se publican en la revista Proceedings of the National Academy of Sciences (PNAS), ponen de manifiesto que el estrés ambiental y, especialmente, una gestión del agua no adaptada a nuevas condiciones climáticas, tuvo mucho más que ver de lo que se pensaba hasta ahora.
El nuevo estudio refleja que en el siglo XIV, las tasas de sedimentación disminuyeron, lo que tiene que ver con que en la región desde finales de ese siglo y hasta los primeros años del siglo XV no se produjeron las lluvias del monzón, sequía que también se ha detectado en los anillos de los árboles en el vecino Vietnam.
«Nuestros resultados demuestran que fueron los cambios en el sistema de gestión del agua lo que se debe asociar con el declive del reino de Angkor en ese momento histórico», apunta el equipo de Day. Solo hacia el siglo XVII el sistema volvería a funcionar, aunque para entonces el imperio de los jemeres ya era historia. En concreto, los científicos han detectado un incremento de arena sedimentada que prueba que durante muchos años entró poca agua en los depósitos.
«No podemos distinguir en qué porcentaje la falta de agua se debe al cambio en el clima y a la mala gestión humana de este recurso, pero lo que parece claro es que ambos factores actuaron a la vez», concluyen. Y, aun así, reconocen que el sistema de gestión hidráulica que iniciaron los jemeres es un ejemplo de una sofisticada tecnología humana que fracasó ante unas condiciones ambientales extremas.

## Cultura y sociedad

### Sociedad y política

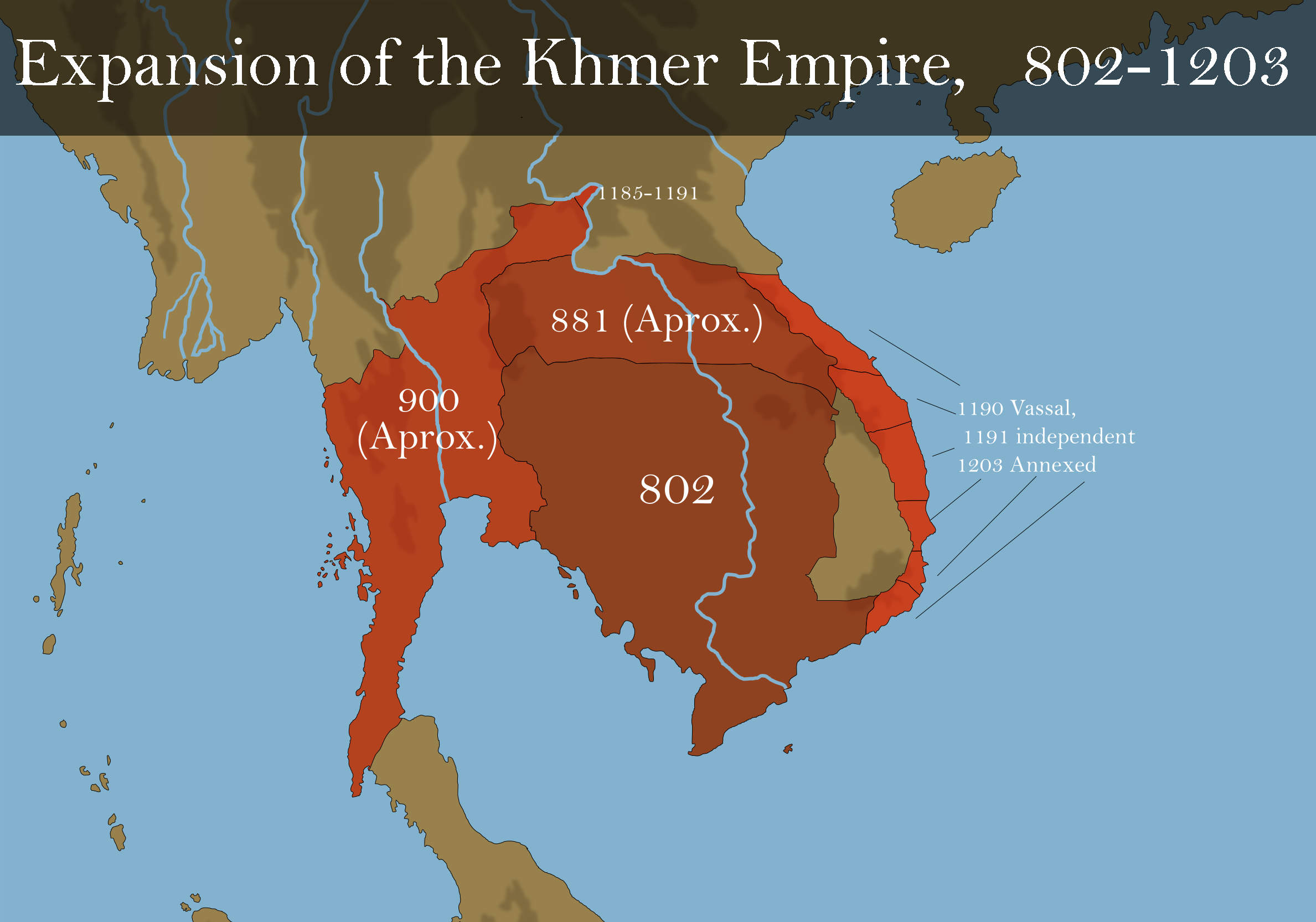
Expansión del Imperio jemer en todo el Sudeste de Asia.

A pesar de la importante influencia del hinduismo, la sociedad jemer no estaba dividida en castas según investigaciones. Los jemeres se reunían en profesión o funciones a desempeñar, sin ser hereditarias, ya que los cargos políticos y militares eran de la elección del rey.
La única casta establecida la de los brahmanes de ascendencia india, siendo los encargados de realizar los ritos sagrados, y se organizaban en clanes según la línea materna y se casaban con miembros de la aristocracia guerrera.
El rey era el soberano de todo lo terrenal y la representación de Shiva, solo si era aprobado por los sacerdotes. Él era la base del sistema social organizado, y, según se creía, su poder era absoluto por mandato divino, y podía ordenar lo que quisiese. Las consortes reales eran cinco: la primera esposa, madre del heredero y compañera de los ritos, y otras cuatro mujeres más que simbolizaban los cuatro puntos cardinales, por los que se extendía el imperio.
Los oficiales y príncipes eran parte de la aristocracia guerrera, y su honor y deber aumentaba con su desempeño en las batallas. Eran muy admirados dentro del imperio, aunque el rey podía sacarles de su cargo si quería sin impedimento alguno. Los encargados de recaudar los impuestos y de gestionar el territorio, eran diversos funcionarios de rangos diferentes. Los parasoles, espantamoscas y abanicos, representaban el estatus social y político de una persona.
Por último, estaban los khnum, que eran personas obligadas a prestar un servicio, pero, a la vez, no eran esclavos. Ellos eran obligados a realizar determinado servicio o a donar determinada cantidad de productos al templo, por lo que no es visto como una carga, sino, más bien, como una respuesta a los favores y a la devoción por los seres supremos.
Los esclavos eran los prisioneros de guerra, algunos acreedores, y salvajes capturados. Realizaban todos los trabajos pesados y eran tratados con desprecio. Los hijos de ellos seguían siendo esclavos y no tenían posibilidad de ser libres.
Mientras tanto, a diferencia de otras tantas culturas de ese entonces, las mujeres gozaban de mucho respeto y consideración, y eran las encargadas de los negocios, junto a los chinos.

### Religión
Si bien el Imperio fue fundado bajo la égida del hinduismo y el mismo continuaría presente en la cultura hasta los tiempos contemporáneos, el Imperio jemer bien pronto vería llegar una nueva religión, esta vez desde Sri Lanka, su budismo theravada durante el siglo XIII. El rey Jayavarman VII quedó cautivado por las enseñanzas que le fueron transmitidas por los monjes visitantes de aquel país acerca del Buda y sin más se convirtió a la nueva religión. Poco a poco todos los súbditos lo seguirían, pero los elementos hinduistas nunca desaparecerían, creando un particular sincretismo religioso hoy fácil de observar en los modernos jemeres. Durante el reinado de Jayavarman VII a finales del siglo XIII, se produjo una breve reimplantación del culto hinduista como religión de Estado.

### Arte y arquitectura
El gran apogeo del Imperio jemer sería bajo el reinado de Jayavarman II (802-850). Jayavarman se proclamó rey-dios al subir al trono con el poder conferido por Shivá. Desde entonces, los reyes jemeres exigieron lealtad a sus súbditos, y construyeron grandes templos y palacios.
Los ingenieros idearon un innovador sistema de riego con el fin de hacer las cosechas más productivas, cosa que les permitió generar un excedente destinado a los sacerdotes de las ciudades-templo.

### Cultura y forma de vida
La forma de vestir de los jemeres era casi igual para todas las clases sociales. Consistía en un sarong para los hombres y un sampot para las mujeres. Un sampot era un paño corto enrollado alrededor de la cintura y con los extremos que pasaban entre las piernas. Y el sarong era un paño largo hasta los tobillos que se aguantaba sobrepuesto adelante y atrás. Los juegos de tableado y pliegues, la calidad del material, los adornos y las forma de atarcelo hacían la diferencia entre las clases. El paño del Bodhisattva era largo hasta los tobillos.
La realeza y las clases más altas utilizaban la seda, que se importaba de la China y los reinos tai. Las joyas solo estaban permitidas para los nobles y el soberano. La vestimenta del resto del pueblo era tejida con algodón o kapoc a mano, ya que no se conocía la devanadera. Las prendas se podían teñir con los colores negro, sacado del árbol del pan (Artocarpus altilis); rojo, de la sustancia que envuelve a las semillas del achiote (Bixa orellana) y del Acacia; el amarillo, de la Gardenia, del Mangle y del azafrán (Crocus sativus); el azul, que se obtenía del añil; el bermellón se traía de China y el colorante rojo de las cochinillas (Dactylopius coccus).

### Ejército

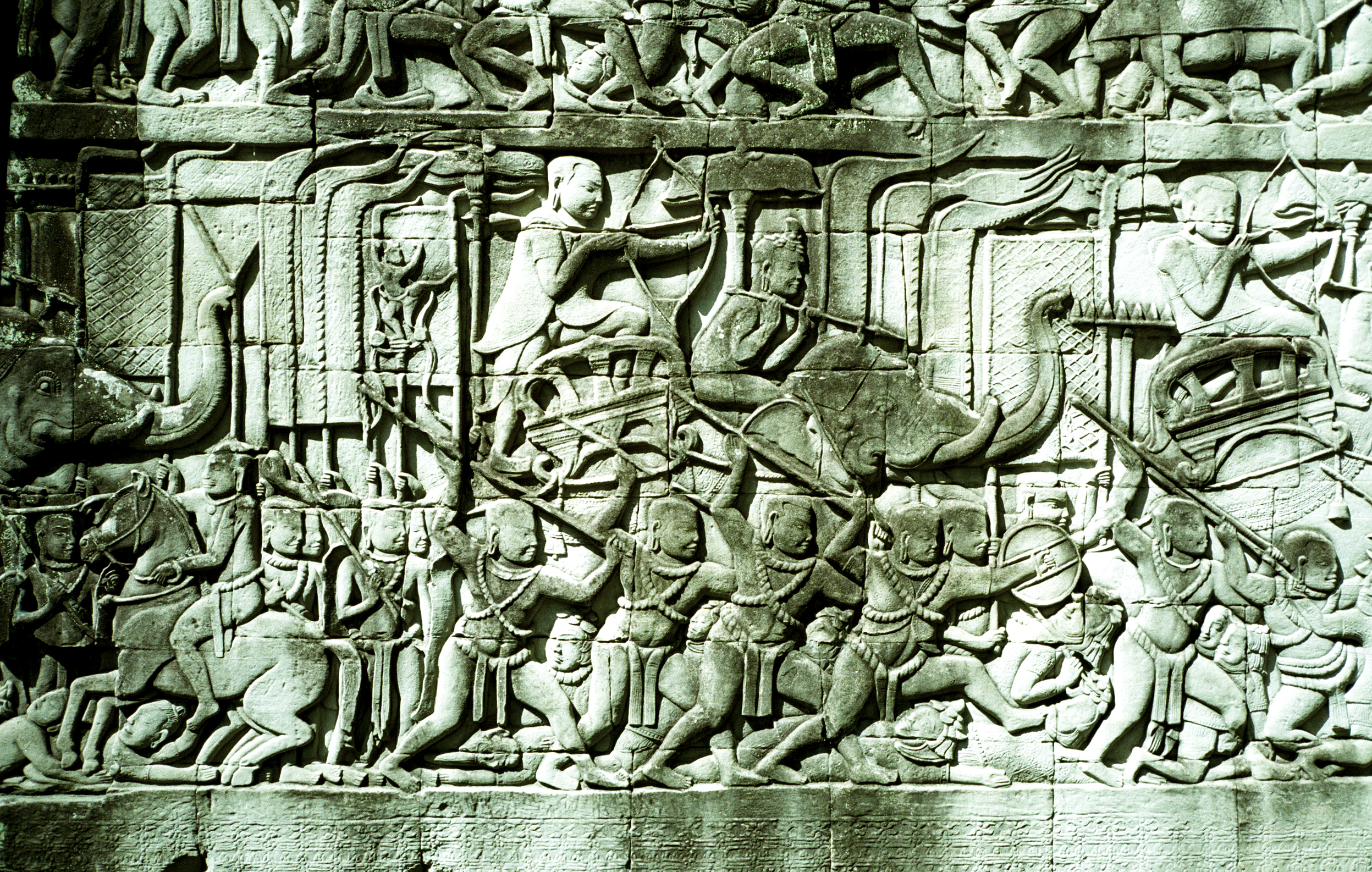
Arqueros montados en elefante.

La guerra y la expansión de su territorio era un deber fundamental para todo rey. El ejército, dirigido por el rey y los príncipes, estaba compuesto por los contingentes reclutados por levas obligatorias, las tropas mercenarias (siameses, chams, vietnamitas) y los esclavos. El ejército se encontraba dividido en cuatro cuerpos, al igual que los indios, solo que reemplazando los carros de guerra por la fuerza naval, ya que los carros no eran aptos para el relieve montañoso y la vegetación selvática de los territorios jemeres.
Estos cuerpos eran:
- Infantería, armados con arco, flechas, lanza, escudo, y, en algunos casos, casco y coraza.
- Caballería, sentados sobre una manta y gobernando al caballo con bocado y riendas.
- Elefantes de guerra, cada uno de ellos guiado por un mahout, eran protegidos por grupos de infantería y sobre él se podían posicionar hasta tres arqueros.
- Flota.

## Lista de monarcas
| Reinado      | Rey                                                             | Capital                                                         | Información y eventos |
| ------------ | --------------------------------------------------------------- | --------------------------------------------------------------- | --- |
| 802–850      | Jayavarman II                                                   | Mahendraparvata, Hariharalaya                                   | Proclamó la independencia de Kambuja del dominio de Java. Reclama ser el chakravartin a través del ritual sagrado hindú en Phnom Kulen e inicia al culto de devaraja en Camboya. |
| 850–877      | Jayavarman III                                                  | Hariharalaya                                                    | Hijo de Jayavarman II. |
| 877–889      | Indravarman I                                                   | Hariharalaya                                                    | Sobrino de Jayavarman II. Construyó Preah Ko, dedicado a Jayavarman II, a su padre y a su abuelo. Se construye el templo montaña Bakong. |
| 889–910      | Yasovarman I                                                    | Hariharalaya, Yasodharapura                                     | Hijo de Indravarman I. Construyó Indratataka Baray y Lolei. Trasladó la capital a Yasodharapura centrada alrededor de Phnom Bakheng, y también construyó Yashodharatataka. |
| 910–923      | Harshavarman I                                                  | Yasodharapura                                                   | Hijo de Yasovarman I. Implicado en una lucha de poder contra su tío materno Jayavarman IV. Construyó Baksei Chamkrong. |
| 923–928      | Ishanavarman II                                                 | Yasodharapura                                                   | Hijo de Yasovarman I, hermano de Harshavarman I. Participó en una lucha de poder contra su tío materno Jayavarman IV. Construyó Prasat Kravan. |
| 928–941      | Jayavarman IV                                                   | Koh Ker                                                         | Hijo de la hija del rey Indravarman I, Mahendradevi, y casado con la hermana de Yasovarman I, reclama el trono a través de la línea materna. Gobernó desde Koh Ker. |
| 941–944      | Harshavarman II                                                 | Koh Ker                                                         | Hijo de Jayavarman IV. |
| 944–968      | Rajendravarman II                                               | Angkor (Yasodharapura)                                          | Tío y primo hermano de Harshavarman II, lucha contra él. Transfiere la capital a Angkor, construye Pre Rup y Mebon oriental. Guerra contra Champa en 946. |
| 968–1001     | Jayavarman V                                                    | Jayendranagari en Angkor                                        | Hijo de Rajendravarman II. Construyó la nueva capital Jayendranagari, con Ta Keo como su centro. |
| 1001–1006    | Udayadityavarman I, Jayaviravarman, Suryavarman I               | Angkor                                                          | Período de caos, tres reyes gobiernan simultáneamente como antagonistas. |
| 1006–1050    | Suryavarman I                                                   | Angkor                                                          | Toma el trono. Alianza con Chola y conflicto con el reino Tambralinga. Construyó Preah Khan Kompong Svay. El rey se adhirió al budismo Mahayana. |
| 1050–1066    | Udayadityavarman II                                             | Yasodharapura II (Angkor)                                       | Toma el trono, descendiente de la esposa de Yasovarman I. Construyó Baphuon, Baray occidental y Mebon occidental, también Sdok Kok Thom. |
| 1066–1080    | Harshavarman III                                                | Yasodharapura II (Angkor)                                       | Sucedió a su hermano mayor Udayadityavarman II, con la capital de Baphuon. Invasión de Champa en 1074 y 1080. |
| 1090–1107    | Jayavarman VI                                                   | Angkor                                                          | Usurpador de Vimayapura. Construyó Phimai. |
| 1107–1113    | Dharanindravarman I                                             | Angkor                                                          | Sucedió a su hermano menor, Jayavarman VI. |
| 1113–1145    | Suryavarman II                                                  | Angkor                                                          | Usurpa y asesina a su tío abuelo. Construye Angkor Wat, Banteay Samre, Thommanon, Chau Say Tevoda y Beng Mealea. Invade Đại Việt y Champa. |
| 1150–1160    | Dharanindravarman II                                            | Angkor                                                          | Sucedió a su primo Suryavarman II. |
| 1160–1167    | Yasovarman II                                                   | Angkor                                                          | Derrocado por su ministro Tribhuvanadityavarman. |
| 1167–1177    | Tribhuvanadityavarman                                           | Angkor                                                          | Invasión de Cham en 1177 y 1178 dirigida por Jaya Indravarman IV, saqueó de la capital jemer. |
| 1178–1181    | Ocupación cham, dirigida por el rey champa Jaya Indravarman IV. | Ocupación cham, dirigida por el rey champa Jaya Indravarman IV. | Ocupación cham, dirigida por el rey champa Jaya Indravarman IV. |
| 1181–1218    | Jayavarman VII                                                  | Yasodharapura (Angkor)                                          | El ejército jemer libera Camboya de los ejércitos invasores cham. Lideró la conquista de Champa (1190-1191). Grandes construcciones de infraestructura; construyó hospitales, casas de descanso, embalses y templos, incluidos Ta Prohm, Preah Khan, Bayón en la ciudad de Angkor Thom, y Neak Pean. |
| 1219–1243    | Indravarman II                                                  | Angkor                                                          | Hijo de Jayavarman VII. Perdió el control de Champa y los territorios occidentales perdidos por el reino siamés de Sukhothai. |
| 1243–1295    | Jayavarman VIII                                                 | Angkor                                                          | Invasión mongol dirigida por Kublai Khan en 1283 y guerra contra Sukhothai. Construyó Mangalartha. Era un celoso Shivaita y erradicaba las influencias budistas. |
| 1295–1308    | Indravarman III                                                 | Angkor                                                          | Derrocó a su suegro Jayavarman VIII. Hizo del budismo Theravada la religión del estado. Recibió al diplomático chino Yuan Zhou Daguan (1296-1297). |
| 1308–1327    | Indrajayavarman                                                 | Angkor                                                          | |
| 1327–1336    | Jayavarmadiparamesvara (Jayavarman IX)                          | Angkor                                                          | Última inscripción sánscrita (1327). |
| 1336–1340    | Trosok Peam                                                     | Angkor                                                          | |
| 1340–1346    | Nippean Bat                                                     | Angkor                                                          | |
| 1346–1351    | Lompong Racha                                                   | Angkor                                                          | |
| 1352–1357    | Invasión del reino de Ayutthaya liderada por Uthong.            | Invasión del reino de Ayutthaya liderada por Uthong.            | Invasión del reino de Ayutthaya liderada por Uthong. |
| 1357–1363    | Soryavong                                                       | Angkor                                                          | |
| 1363–1373    | Borom Reachea I                                                 | Angkor                                                          | |
| 1373–1393    | Thomma Saok                                                     | Angkor                                                          | |
| 1393         | Invasión del reino de Ayutthaya liderada por Ramesuan.          | Invasión del reino de Ayutthaya liderada por Ramesuan.          | Invasión del reino de Ayutthaya liderada por Ramesuan. |
| 1394–c. 1421 | In Reachea                                                      | Angkor                                                          | |
| 1405–1431    | Barom Reachea II                                                | Chaktomuk                                                       | Abandona Angkor (1431). |

## Ruinas
Entre las obras más importantes que se conservan del Imperio jemer son los rostros del rey-dios Jayavarman VII (1181-1218), rey que expulsó a los invasores cham y reconstruyó Angkor. Fue además el primer rey jemer budista.
Angkor Wat, el complejo religioso de la ciudad sagrada, fue redescubierto para occidente en 1861 por el naturalista francés Henri Mouhot; aunque se tiene constancia de misioneros portugueses y españoles que lo visitaron varios siglos antes. Se trata de una combinación de templos y palacios donde los reyes vivían y eran sepultados, comenzada por el rey Suryavarman II a partir del año 1113.

### Galería de templos
Templos de Angkor en Camboya
|  |  |  |  |  |

Templos de Angkor en Tailandia
|  |  |  |  |  |

Templos de Angkor en Laos
|  |  |